# 보원 (북송)
보원(寶元, 1038년 11월 ~ 1040년 2월)은 북송 인종(仁宗) 조정(趙禎)의 네번째 연호이다. 1년 3개월 가량 사용하였다.

## 개원
- 경우(景祐) 5년 11월 18일[1](1038년 12월 16일)에 연호를 보원(寶元)으로 개원함.[2][3][4][5]

- 보원(寶元) 3년 2월 21일[6](1040년 4월 5일)에 연호를 강정(康定)으로 개원함.[2][7][4][5]

## 연대 대조표
| 보원       | 원년           | 2년        | 3년        |
| 서기(西紀) | 1038년         | 1039년     | 1040년     |
| 간지(干支) | 무인(戊寅)     | 기묘(己卯) | 경진(庚辰) |
| 요(遼)     | 중희(重熙) 7년 | 8년        | 9년        |

## 동시대 연호

### 중국
요(遼)
- 중희(重熙) (1032년 ~ 1055년)

대리국(大理國)
- 정치(正治) (1027년 ~ 1041년)

서하(西夏)
- 천수예법연조(天授禮法延祚) (1038년 ~ 1048년)

### 베트남
- 통투이(通瑞) (1034년 ~ 1039년)
- 깐푸흐우다오(乾符有道) (1039년 ~ 1042년)

### 일본
- 조랴쿠(長曆) (1037년 ~ 1040년)

## 같이 보기
- 중국의 연호 목록